# Caripro
Caripro was een Nederlandse bouwer van een speciale soort omgekeerde achtbanen en andere attracties zoals carrousels en theekopjesattracties.

## Geschiedenis

### Opstart
Het bedrijf Caripro werd opgericht in 1997 door Hans Gubbels, een voormalig medewerker van Vekoma, een andere Nederlandse attractiebouwer. Het was een klein bedrijfje dat Batflyer-achtbanen produceerde, een zelfontworpen soort achtbaan. Oorspronkelijk was dit een tweelingachtbaan met een open track. Er zijn echter veel verschillende versies van gebouwd, waaronder bijvoorbeeld grotere banen, enkelvoudige banen, en ook een gemotoriseerde versie met gesloten track. Later zijn ook andere soorten gondels ontwikkeld. De banen waarop deze reden werden niet in de categorie Batflyer ondergebracht maar in een nieuwe modelgroep.
In 1996 werd in Lightwater Valley ook een achtbaan geopend die Batflyer heette, die erg veel gelijkenissen had met de Batflyer van Caripro: de naam, de vorm van de baan en de lift. Maar er zijn ook verschillen: op deze baan was de diameter van de baan kleiner dan de diameter van de baandelen van Caripro, werkte de lift anders en waren de gondels verschillend. Mogelijk is dit een prototype dat Caripro in samenwerking met het park heeft gefabriceerd, of heeft de bouw van deze baan tot het ontstaan van Caripro geleid, maar het is niet bekend of Caripro werkelijk bij de bouw betrokken was.

### Overname en faillissement
Rond 2000-2001 werd Caripro door Hans Gubbels verkocht aan Vekoma. In augustus 2001 echter ging Vekoma failliet en zo dus ook Caripro. Vekoma maakte een doorstart maar door de herstructureringen binnen het bedrijf verdween de pas aangeschafte Caripro-divisie. Hans Gubbels kocht de rechten op het Caripro-design terug en begon opnieuw onder de naam Cari-Co. Cari-Co was leverancier van attractieonderdelen en pleegde onderhoud op bestaande attracties, maar het bedrijf bouwde geen nieuwe achtbanen meer.
In 2004 hield het bedrijf op te bestaan. Opvallend is dat net op dat moment de attractiebouwer Premier Rides begon te adverteren voor omgekeerde achtbanen met het Caripro-design. Vermoedelijk heeft Premier Rides dus de rechten op het Caripro-design gekocht.

## Gebouwde achtbanen
| Naam                     | Park                         | Model     | Bouwjaar | Sluitingsjaar / status                                        |
| ------------------------ | ---------------------------- | --------- | -------- | ------------------------------------------------------------- |
| Batflyer                 | Duinrell                     | Batflyer  | 1997     | 1997, nooit geopend SBNO tot en met 2002 en daarna afgebroken |
| Batflyer                 | Hamanako Pal Pal             | Batflyer  | 2001     | In werking                                                    |
| Batflyer                 | Nasu Highland Park           | Batflyer  | 2001     | In werking                                                    |
| Clone Zone               | The Milky Way Adventure Park | Batflyer  | 1997     | In werking                                                    |
| Hydra Fighter II         | Wet 'n Wild Emerald Pointe   | AquaFlyer | 2001     | 2003 SBNO tot en met 2006 en daarna afgebroken                |
| Scooby's Ghoster Coaster | Kings Island                 | Batflyer  | 1998     | 2005, afgebroken                                              |
| Sky Rider                | Skyline Park                 | Gyroflyer | 2001     | In werking                                                    |
| Spellbreaker             | Legoland California          | Batflyer  | 2000     | 2003 SBNO tot en met 2004 en daarna afgebroken                |
| De Vleermuis             | Plopsaland De Panne          | Batflyer  | 2000     | 2018, afgebroken en verkocht aan een ander pretpark           |